# Dariush Eghbali
Dariush Eghbali (Perzisch: داریوش اقبالی) - Teheran, 4 februari 1951) is een Perzisch zanger. Hij componeerde meer dan 200 liedjes en bracht meer dan 27 albums uit.
Hij groeide op in Meyaneh , Karaj en de provincie Kordestan.

## Carrière
Sinds zijn carrière begin jaren zeventig op gang kwam heeft Eghbali samengewerkt met grote iconen in de Perzische popmuziek, zoals Manouchehr Cheshmazar, Babak Afshar, Farid Zoland en Andranik. Enkele van zijn bekende liedjes zijn Baradar Jan, Shaghayegh, Vatan en Yavare hamishe Momen.

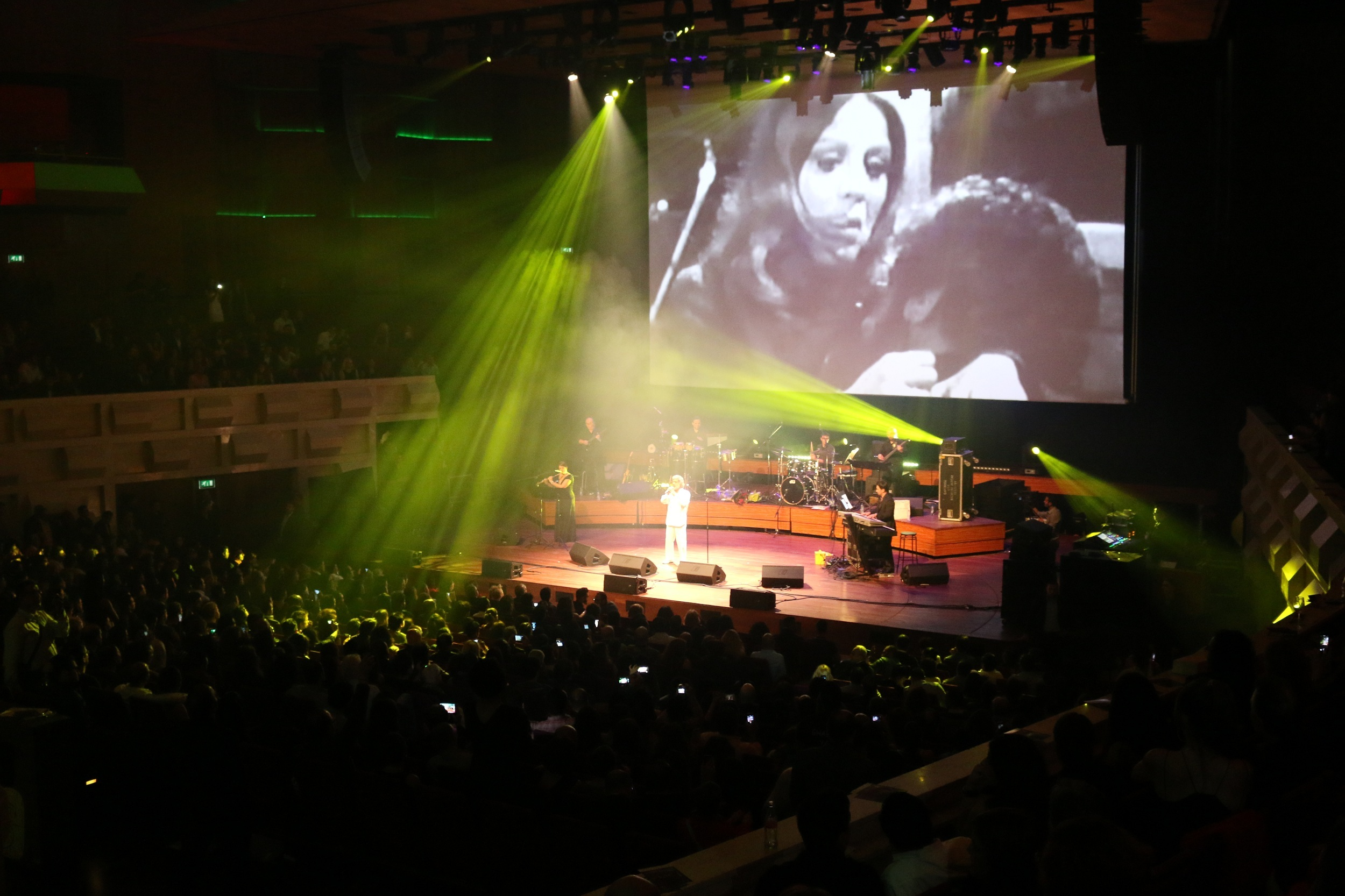
Eghbali tijdens een concert op De Doelen (2014)

Eghbali heeft verscheidene concerten in Nederlandse steden alsook voor de Perzisch-Nederlandse gemeenschap uitgevoerd.

## Privéleven
Eghbali heeft een dochter uit zijn eerste huwelijk en een zoon uit zijn tweede huwelijk.